# Huasampillia
Huasampillia is een geslacht van hooiwagens uit de familie Gonyleptidae.
De wetenschappelijke naam Huasampillia is voor het eerst geldig gepubliceerd door Roewer in 1913. 

## Soorten
Huasampillia omvat de volgende 3 soorten:
- Huasampillia albipustulata
- Huasampillia scotia
- Huasampillia terribilis